# Štika muskalunga
Štika muskalunga (Esox masquinongy) je dravá sladkovodní ryba žijící v Severní Americe. Patří mezi štiky a své jméno získala z odžibvejského slova maashkinoozhe (= „škaredá štika“). Vzhledem i chováním je podobná jiným štikám, například štice obecné a štice americké. Bývá dlouhá 0,7–1,2 metru a váží 2,3–16 kg, rekordní jedinci mají délku až 1,8 metru a váhu k 32 kg, což z druhu činí největšího zástupce štik. Jedná se o jednu z nejcennějších trofejních ryb severoamerických sportovních rybářů a státní rybu Wisconsinu.

## Popis
Štika muskalunga je dravá ryba s protáhlým, bočně zploštělým tělem torpédovitého tvaru. Dospělí jedinci měří kolem 95 cm, avšak mohou být i mnohem delší. Největší zaznamenaný exemplář měl 183 cm. Tyto rozměry ze štiky muskalungy dělají vůbec největšího zástupce štikovitých.

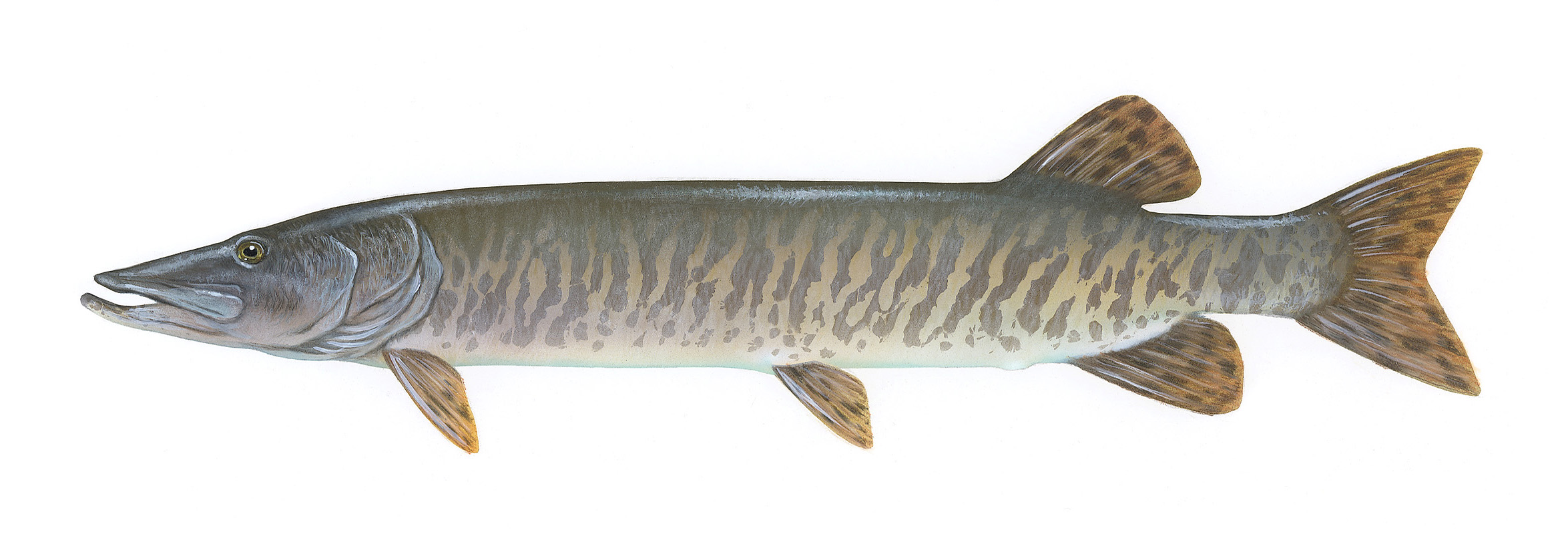
Ilustrace štiky muskalungy

Hlava je protáhlá, zploštělá. Tlama je mohutná s velkým množstvím dlouhých zubů. Na spodní straně dolní čelisti se nachází většinou 15–18, avšak nejméně 12 a nejvíce 20 viditelných senzorických pórů postranní čáry. Hřbetní a řitní ploutev jsou posazeny dozadu blíže k ocasu. Ploutve jsou zašpičatělé a obvykle zbarvené do rezava, typicky mají tmavší skvrnky. Zbarvení těla může být různé v závislosti na místě výskytu a konkrétním jedinci, avšak druh lze typicky rozpoznat podle svislých tmavých pruhů či fleků na světlejším pozadí (to ji rozlišuje od štiky obecné, která má světlé fleky na tmavém pozadí). Hřbet a hlava mají iridiscentní zelenozlatý až světle hnědý odlesk. Břicho bývá světlejších, krémových či bílých odstínů. Tváře a spodní část skřelového víčka nemají šupiny.

## Výskyt
Štika muskalunga se přirozeně vyskytuje v Severní Americe, konkrétně na řece svatého Vavřince, Velkých jezerech a řece Mississippi. Areál výskytu zasahuje od jihu Kanady (Quebec, Manitoba) na jih přes Středozápad Spojených států až k Georgii. Štika byla introdukována do řady jiných oblastí Spojených států.

## Biologie

### Potrava
Jedná se o dravou rybu, která se živí hlavně jinými rybami. V každém habitatu, kde se vyskytuje, představuje vrcholového predátora. Po narození se nejdříve živí planktonem, poté přejde na hmyz a následně na malé rybky, občas dokonce požírají menší ryby téhož druhu. Díky možnému velkému rozevření čelistí a velkému žaludku je dospělá štika schopna pozřít kořist až o polovině vlastní délky a nedospělá štika dokonce může sežrat stejně velkou kořist. Štiky muskalungy požírají ostatní ryby hlavou napřed. Vedle ryb a hmyzu mohou ulovit i ptáčata vodních ptáků (např. kachen) či savce jako jsou myši nebo ondatry. Muskalungy se zaměřují hlavně na velkou kořist, které dávají přednost nad větším množstvím malých kořistí.
Na kořist útočí ze zálohy. Prvotní detekce kořisti probíhá nejdříve zrakem, pomocí kterého štika určí lokaci a orientaci kořisti. Štika následně zapojí sensory postranní čáry, které ji pomohou určit vzdálenosti kořisti a úhel, ze kterého by bylo nejlepší na kořist zaútočit. Štika poté rychle vypluje (vystřelí), při této vrcholné fázi útoku se spoléhá patrně jen na smysly postranní čáry.

### Rozmnožování

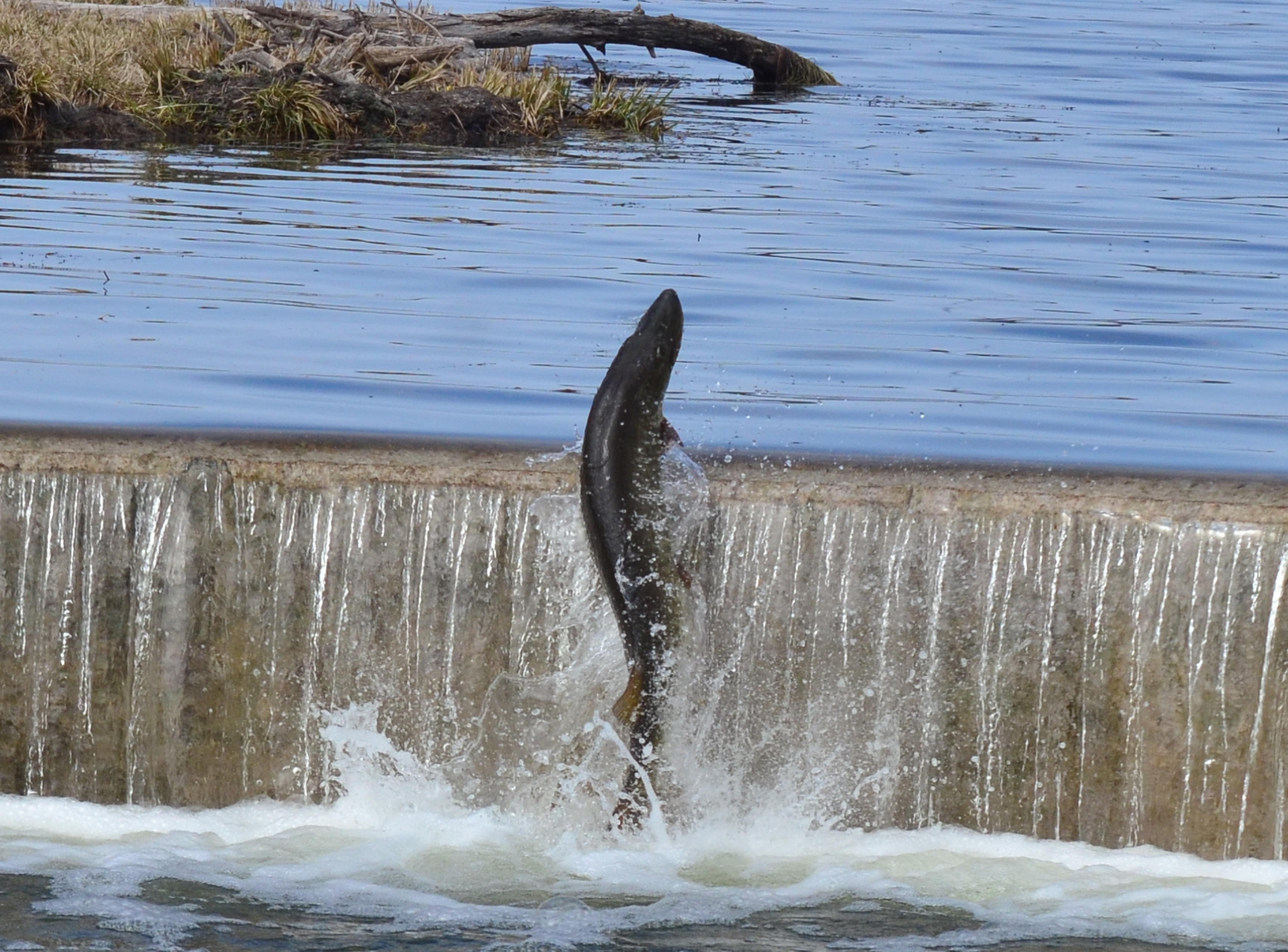
Štika muskalunga při skoku přes přehradní překážku

Muskalungy se třou během jara v mělkých zálivech, ideálně s teplotou kolem 12,7 °C. Jikry jsou pokládány na vodní vegetaci nebo do tlejícího dřeva při dně, aby se nezabořily do bahna a neudusily se. Samice naklade 22–180 tisíc vajíček, která se vylíhnou za 8–14 dní. Vylíhlá embrya nejdříve pozřou žloutkový váček, poté se začnou život jinými organismy. V prvních třech letech štiky rychle rostou, nicméně růst je závislý na dostupnosti potravy a teplotě vody. S věkem tempo růstu zpomaluje. Mohou se dožít až 30 let, případně i více.

### Predátoři

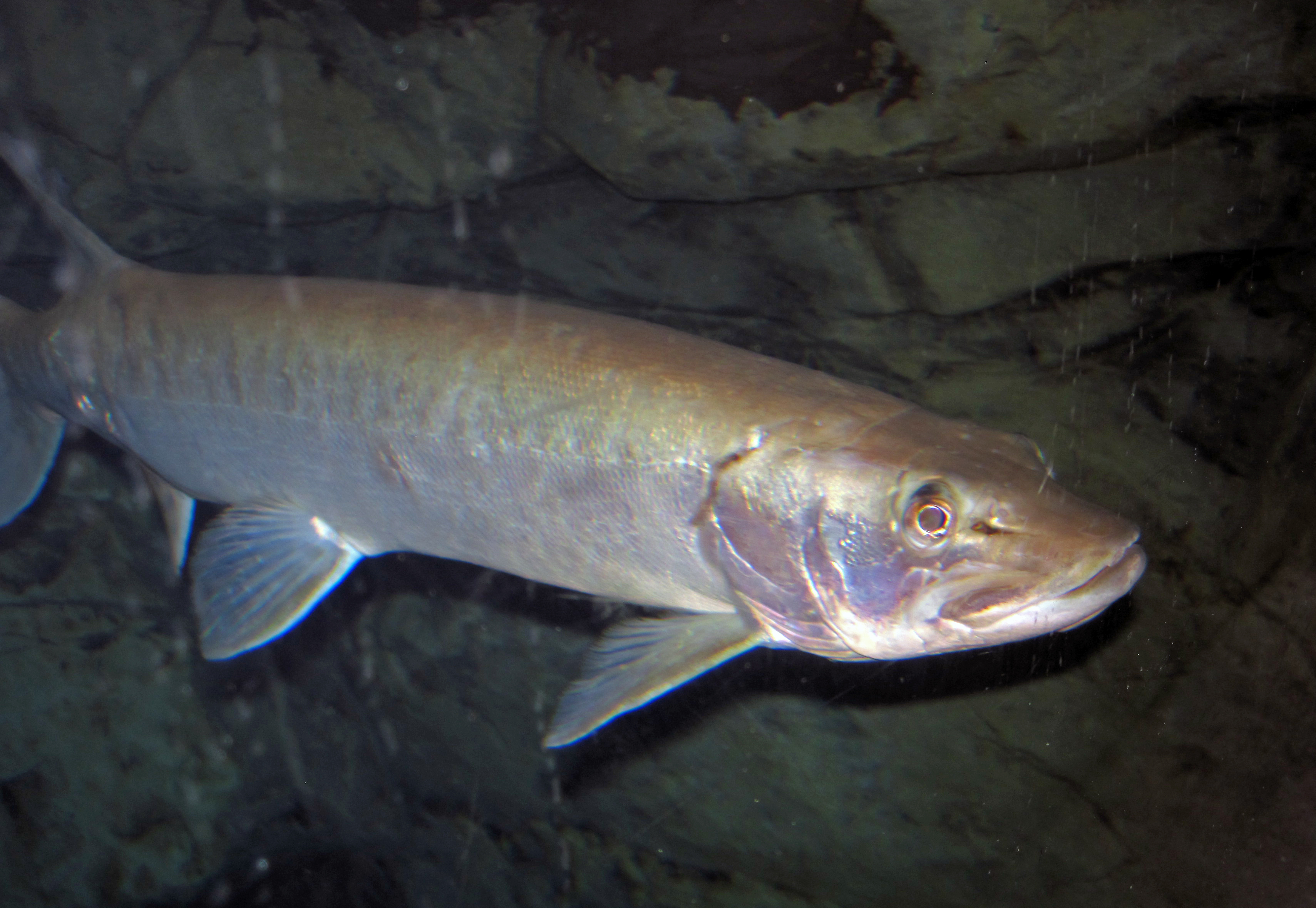
Bližší pohled na přední část štiky muskalungy

Muskalungy jsou ve svých ekosystémech vrcholovými predátory. Pro dospělého jedince jsou možnými nepřáteli pouze člověk a velcí draví ptáci jako např. orli bělohlaví. Juvenilní jedinci mohou být konzumování ostatními muskalungami, štikami obecnými, okouny černými, pstruhy a také dravými ptáky. Nízká reprodukční rychlost a pomalý růst muskalung činí jejich populace vysoce náchylné vůči nadměrnému rybolovu. To přimělo některé jurisdikce k zavedení programů umělého výtěru ve snaze udržet jinak neudržitelně vysoké míry rybářského úsilí a ničení stanovišť.

## Vztah k lidem
Existují výjimečné zprávy o útoku muskalungů na lidi, nicméně podobné události jsou jen velmi vzácné. Štika muskalunga je státní rybou Wisconsinu.
Jedná se o vyhledávanou lovnou rybu, která patří vůbec k nejcennějším trofejním úlovkům severoamerických sportovních rybářů. Hodnota druhu pro místní ekonomiky napojené na sportovní rybaření se počítá v milionech dolarů ročně. Někdy zhruba od 60. let 20. století začaly být štiky muskalungy chytány a vypouštěny zpět do vody, na místo tradičnějšího odchytu a zabití. Odhaduje se, že rybáři specializovaní na odchyt štik muskalung po ulovení štiku znovu vypustí až v 97 % případů (údaj k roku 2011). V případě odchytu ke konzumaci se nejčastěji upravuje pečením nebo smažením s velkým množstvím koření.

### Galerie vybraných úlovků

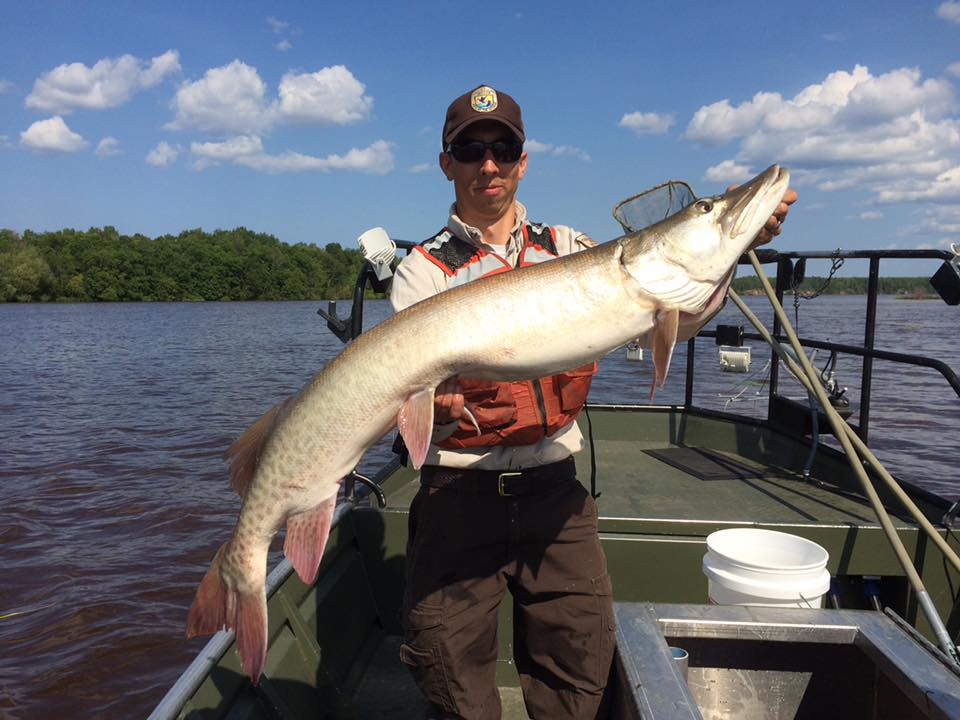
Úlovek na řece Svatého Vavřince, 2017
Chlapec se štikou muskalungou, mezi 1898–1920
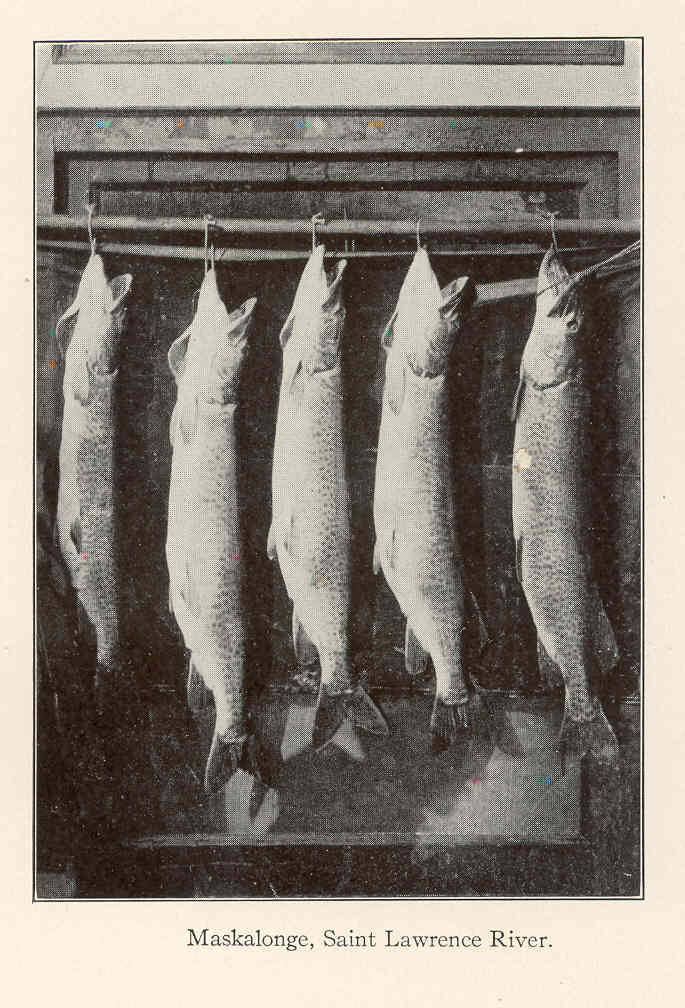
Pět ulovených štik z řeky Svatého Vavřince, 1911
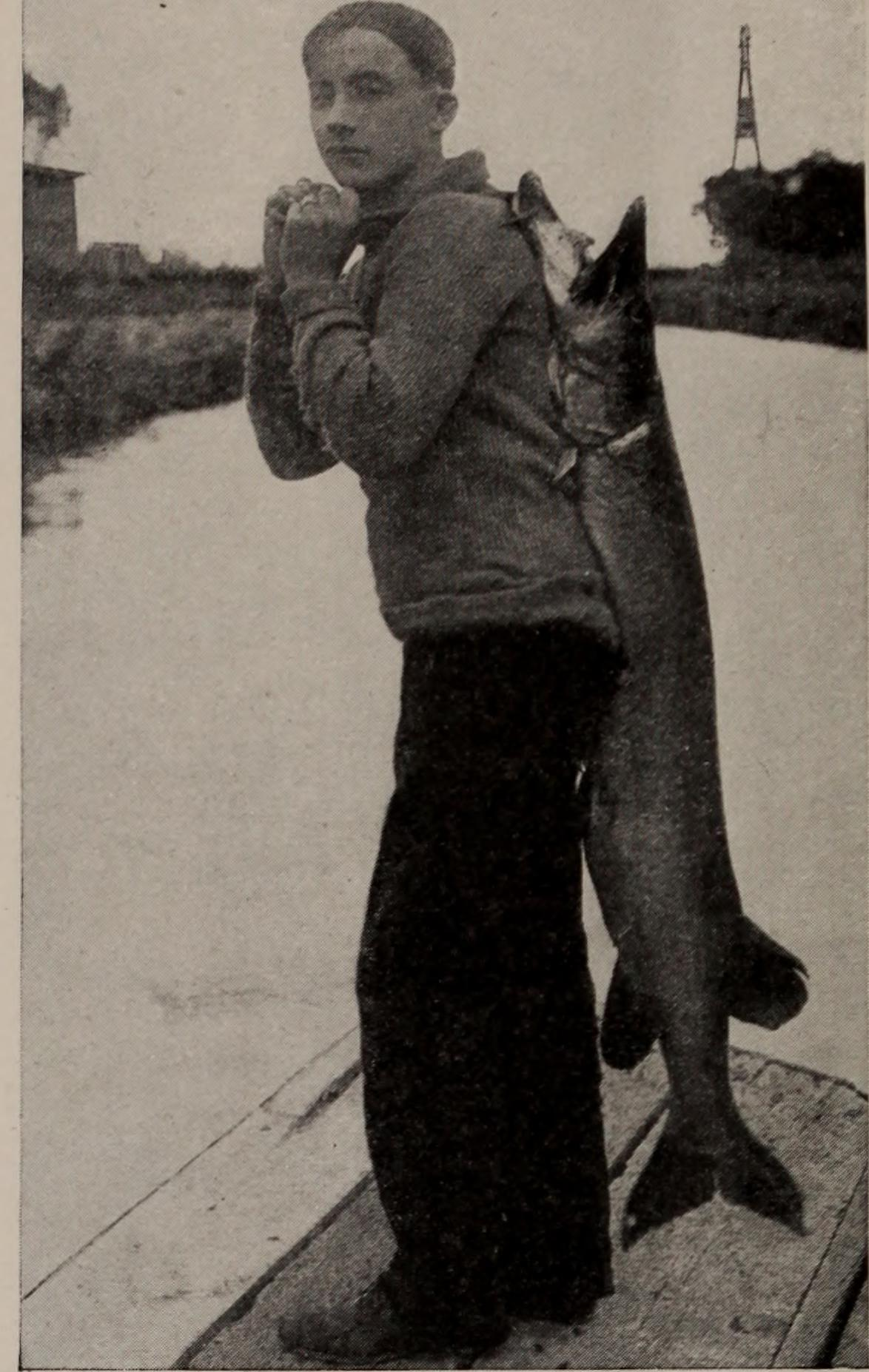
Mladý muž s ulovenou štikou, 1913